# كارلوس كيروش (لاعب رماية)
كارلوس كيروش هو لاعب رماية برتغالي، (و. 1902  م).

## وصلات خارجية
- كارلوس كيروش على موقع أوليمبيديا (الإنجليزية)